# Клеф (Горња Савоја)
Клеф (фр. Clefs) насеље је и општина у источној Француској у региону Рона-Алпи, у департману Горња Савоја која припада префектури Анси.
По подацима из 2011. године у општини је живело 588 становника, а густина насељености је износила 31,84 становника/km². Општина се простире на површини од 18,47 km². Налази се на средњој надморској висини од 710 метара (максималној 2.338 m, а минималној 670 m).

## Демографија
| 1962. | 1968. | 1975. | 1982. | 1990. | 1999. | 2011. |
| ----- | ----- | ----- | ----- | ----- | ----- | ----- |
| 343   | 354   | 304   | 348   | 367   | 472   | 588   |

График промене броја становника у току последњих година